# Kárpáti Ferenc
Kárpáti Ferenc (született Kurej Ferenc, Putnok, 1926. október 16. – Budapest, 2013. szeptember 27.) hivatásos katonatiszt, MSZMP-politikus, honvédelmi miniszter (1985–1990).

## Élete

### A katonai pályán
Ötgyermekes munkáscsaládban született 1926-ban. 1945-től MADISZ (Magyar Demokratikus Ifjúsági Szövetség) járási titkár Borsod megyében, majd a megyei pártbizottság munkatársa. 1948-ban lépett be a hadseregbe. 1949 februárjában – 3 hónapos tanfolyam után – lett hivatásos tiszt hadnagyi rendfokozatban, kezdetben a Honvéd Kossuth Akadémián, majd a pécsi Honvéd Dózsa Gyalogsági Tiszti Iskolán teljesített szolgálatot. 1951–1953 között a Katonapolitikai Akadémia tüzérszakán tanult, majd soron kívül előléptették őrnagyi rendfokozatba. 1953 és 1955 között az egyik dandár állományában teljesített szolgálatot mint a parancsnok politikai helyettese. 1955-ben Moszkvában a Lenin Katonapolitikai Akadémián aspiránsi tanulmányokat kezdett el, de azt a magyarországi forradalom hírére abbahagyta, s október végén hazatért. 1956 decemberétől a Honvédelmi Minisztériumban teljesített szolgálatot, majd 1957 márciusától a Zrínyi Miklós Katonai Akadémián tanszékvezető volt.

### A politikai pályán
1958–1970 között a Magyar Szocialista Munkáspárt Néphadseregi Bizottságának első titkára. 1962 és 1966 között a MSZMP KB póttagja, 1985-ig a Központi Ellenőrző Bizottság (KEB) tagja. A Magyar Néphadsereg politikai főcsoportfőnöki beosztását 1970. december 19. és 1985. december 30. között töltötte be, egyúttal honvédelmi miniszterhelyettes is volt. 1963-tól ezredes, 1971-től vezérőrnagy, majd 1979-ben altábornagy lett. 1971-től 1990-ig országgyűlési képviselő volt, először a szobi, majd a ceglédi választókerületben. A Magyar Népköztársaság Elnöki Tanácsa 1985. december 30-ával választotta honvédelmi miniszterré, s egyben kinevezte vezérezredessé.

### Minisztersége
Miniszterségének ideje alatt a védelmi felfogásnak megfelelően módosult a katonai doktrína, s kezdetét vette egy jelentős – mintegy 35%-os – haderőcsökkentés, amely döntően a támadásra alkalmas eszközöket érintette. A szovjet csapatok Magyarország területéről való végleges kivonását figyelembe véve alakították ki az egységek és magasabbegységek területi elhelyezését. Az új katonapolitikai felfogásnak megfelelően változott a katonai diplomácia is. Miniszterként számos NATO-ország katonai vezetésével teremtett közvetlen kapcsolatot. A Honvédelmi Törvény módosításával Magyarországon lehetővé vált lelkiismereti okok alapján a fegyver nélküli és polgári szolgálat teljesítésére. Elkezdődött a hadsereg depolitizálása. Ennek keretében a katonai alakulatoknál megszüntették az MSZMP szervezetei, a politikai tiszti intézmény pedig nevelőtiszti intézménnyé alakult át. 
A nemzeti jelleg kifejezésére a hadsereg – 1848–49-es forradalom és szabadságharc hős honvédseregének emlékére – 1990. március 15-étől ismét a Magyar Honvédség elnevezést viseli. Előterjesztés készült a fegyveres katonai szolgálat 18 hónapról 12 hónapra csökkentéséről. A társadalomban végbement jelentős változásoknak megfelelően, a meginduló újabb haderőreform keretében, 1989 decemberében – kifejezetten katonai feladatok irányítására – létrehozzák a Magyar Honvédség Parancsnokságát. A Honvédelmi Minisztérium feladata a kormányzati, államigazgatási és a parlamenti feladatok teljesítése, valamint a nemzetközi kapcsolatok irányítása lett. Ennek megfelelően Kárpáti Ferencet, az ideiglenes köztársasági elnök (Szűrös Mátyás) 1989. december 15-ével „katonai tartalékállományba” helyezte, így polgári miniszterként vezette a honvédelmi tárcát. Ő lett a negyedik „civil” honvédelmi miniszter az eltelt fél évszázad alatt. 1990. május 2-ától, a Németh-kormány lemondását követően ügyvezető miniszterként vezette a minisztériumot. 1990. június 1-jével, 64 éves korában került nyugállományba.

## Halála
2013. szeptember 27-én, hosszan tartó betegség után hunyt el a Magyar Honvédség Egészségügyi Központ budapesti Honvédkórházában, ahol ápolták.

## Érdekesség
Kárpáti Ferenc miniszteri tevékenységéhez kapcsolódik a honvédelem és a hadtudomány területén elért tudományos eredmények Stromfeld Aurél-díjjal történő elismerési rendjének kialakítása, valamint a hadseregben korábban használt „elvtárs” szó helyett a „bajtárs” megszólítás bevezetése.

## Művei
2011-ben megírta emlékiratát Puskalövés nélkül… címmel. Kárpáti a mű függelékében számos korabeli dokumentumot tesz közzé.
- Puskalövés nélkül…; Duna International, Budapest, 2011

## Díjai, elismerései
- Cegléd város díszpolgára (1983)[8]